# Parempheriella flavonigra
Parempheriella flavonigra är en tvåvingeart som först beskrevs av Loïc Matile 1974.  Parempheriella flavonigra ingår i släktet Parempheriella och familjen svampmyggor.
Artens utbredningsområde är Centralafrikanska republiken. Inga underarter finns listade i Catalogue of Life.